# Bondoa Adiaba
Clovis Guy Adiaba Bondoa (* 2. ledna 1987, Douala, Kamerun) je kamerunský fotbalový obránce.

## Klubová kariéra
Bondoa Adiaba začal svoji kariéru v týmu Vogt AC ve kterém sbíral cenné zkušenosti. V roce 2006 se přesunul do týmu Dreams de Douala, kde strávil jednu sezónu. Poté zkoušel štěstí v týmu Cetef de Bonabéri a posléze v íránském klubu Steel Azin. Příliš se neprosadil a tak odešel do týmu DAC 1904 Dunajská Streda, kde zažil zatím nejlepší část své kariéry. V roce 2010 šel na hostování do českého klubu AC Sparta Praha.

## Reprezentační kariéra
Bondoa Adiaba je členem kamerunské reprezentace do 23 let, ve které odehrál zatím čtyři zápasy. Byl kapitánem kamerunské reprezentace na mistrovství Afriky juniorů 2007. Zúčastnil se olympijských her v Pekingu 2008.[zdroj?]